# Agonocryptus tricolor
Agonocryptus tricolor là một loài tò vò trong họ Ichneumonidae.